# Tandanus
Tandanus – rodzaj słodkowodnych ryb sumokształtnych z rodziny  plotosowatych (Plotosidae).

## Występowanie
Zamieszkują australijskie rzeki.

## Klasyfikacja
Gatunki zaliczane do tego rodzaju:
- Tandanus bostocki
- Tandanus tandanus – tandan marmurkowy[4]

Gatunkiem typowym jest Plotosus (Tandanus) tandanus.